# Уличная мода
«Уличная мода» — популярность какого-либо стиля одежды и внешнего облика, который возник, развился и приобрел своих поклонников вследствие его демонстрации на улице.
Уличную моду не следует смешивать с повседневным стилем casual — простой и удобной одеждой, так как уличная мода далеко не всегда бывает неброской и комфортной. Она может быть яркой и эпатажной.
Главным источником новых явлений уличной моды, как правило, является молодёжь, однако есть и более зрелые её представители. Наибольшую популярность явление уличной моды приобрело в крупных городских центрах, они же являются местом создания новых решений и развития современной уличной моды.
Высокая мода нередко поддается влиянию уличной моды и следует её тенденциям.
Уличная мода превратилась в своеобразную игру, обогатившись социальными взаимодействиями между участниками.

## История
Историки чаще всего считают, что понятие уличная мода впервые появилось в Японии в 1980-х (оттуда и японская уличная мода), однако есть также мнения, согласно которым уличная мода впервые возникла в 1950-х годах в Англии вместе с DIY.
Большинство крупных молодёжных субкультур были так или иначе связаны с уличной модой, например:
- Хиппи
- Тедди-бои
- Панки
- Скинхеды
- Готическая мода
- Хип-хоп мода
- Раста